# アルカナ (アメリカ合衆国のバンド)
アルカナ（Arcana）は、1995年に結成されたアメリカのフュージョン・バンドで、当初はギタリストのデレク・ベイリー、ベーシストのビル・ラズウェル、ドラマーのトニー・ウィリアムスで構成されていた。オリジナルのラインナップは、ベイリーがバンドを脱退する前の1996年7月に1枚のアルバム『ラスト・ウェイヴ』をリリースした。セカンド・アルバムのギターはゲスト・ミュージシャンのニッキー・スコペリティスとバケットヘッドによってレコーディングされ、『アーク・オブ・ザ・テスィモニー』が1997年10月にリリースされた。1997年2月にウィリアムスが亡くなったため、バンドはセカンド・アルバムのリリース後に解散した。

## メンバー

### 最新メンバー
- ビル・ラズウェル (Bill Laswell) - ベース、6弦ベース、8弦ベース、フレットレス・ベース、シンセサイザー、サウンド・エフェクト
- トニー・ウィリアムス (Tony Williams) - ドラム]
- デレク・ベイリー (Derek Bailey) - ギター (アルバム『ラスト・ウェイヴ』)

### ゲスト・ミュージシャン
以下は『アーク・オブ・ザ・テスィモニー』への参加アーティスト。
- ニッキー・スコペリティス (Nicky Skopelitis) - ギター、12弦ギター
- バケットヘッド (Buckethead) - ギター
- ファラオ・サンダース (Pharoah Sanders) - テナー・サクソフォーン
- バイアード・ランカスター (Byard Lancaster) - アルト・サクソフォーン、バスクラリネット
- グラハム・ヘインズ (Graham Haynes) - コルネット

## ディスコグラフィ

### スタジオ・アルバム
- 『ラスト・ウェイヴ』 - The Last Wave (1996年、DIW)
- 『アーク・オブ・ザ・テスィモニー』 - Arc of the Testimony (1997年、Axiom/Island)